# Leverett (Massachusetts)
Leverett es un pueblo ubicado en el condado de Franklin en el estado estadounidense de Massachusetts. En el Censo de 2010 tenía una población de 1.851 habitantes y una densidad poblacional de 31,11 personas por km².

## Geografía
Leverett se encuentra ubicado en las coordenadas 42°28′11″N 72°29′4″O / 42.46972, -72.48444. Según la Oficina del Censo de los Estados Unidos, Leverett tiene una superficie total de 59.49 km², de la cual 59.07 km² corresponden a tierra firme y (0.71%) 0.42 km² es agua.

## Demografía
Según el censo de 2010, había 1.851 personas residiendo en Leverett. La densidad de población era de 31,11 hab./km². De los 1.851 habitantes, Leverett estaba compuesto por el 93.03% blancos, el 1.19% eran afroamericanos, el 0.16% eran amerindios, el 1.62% eran asiáticos, el 0% eran isleños del Pacífico, el 0.49% eran de otras razas y el 3.51% pertenecían a dos o más razas. Del total de la población el 2.11% eran hispanos o latinos de cualquier raza.